# Symphyotrichum squamatum
Espèce
Synonymes
- Aster asteroides (Colla) Rusby[1]
- Aster bangii Rusby[1]
- Aster divaricatus var. sandwicensis Gray[2]
- Aster divaricatus Baker[1]
- Aster exilis var. australis Gray[2]
- Aster linifolius Griseb.[1]
- Aster moelleri (Phil.) Reiche[1]
- Aster sandwicensis (Gray) Hieron.[2]
- Aster squamatus (Spreng.) Hieron.[2]
- Aster subtropicus Morong[1]
- Aster subulatus var.australis (Gray) Shinners[2]
- Aster subulatus var. sandwicensis (Gray) A.G. Jones[2]
- Baccharis asteroides Colla[1]
- Conyza berteroana Phil.[1]
- Conyza squamata Spreng.[1]
- Conyza squamata Sprengel[2]
- Conyzanthus squamatus (Spreng.) Tamamsch.[1]
- Erigeron depilis Phil.[1]
- Erigeron semiamplexicaule Meyen[1]
- Symphyotrichum subulatum var. squamatum (Sprengel) S. D. Sundberg (préféré par BioLib)[2]
- Symphyotrichum subulatum var. squamatum Aster squamatus (Spreng.) Hieron. (préféré par NCBI)[3]
- Tripolium conspicuum Lindl. ex DC.[1]
- Tripolium moelleri Phil.[1]
- Tripolium oliganthum Phil.[1]

Symphyotrichum squamatum, l'Aster écailleux, est une espèce de plante à fleurs de la famille des Astéracées.
Ce sont des plantes herbacées.

## Habitats
Friches pionnières hygrophiles, surtout halophiles.

## Statuts de protection, menaces
En France, l'espèce est classée NA (Non applicable) par l'UICN. Elle n'est pas soumise à évaluation car introduite récemment du continent sud-américain.